# صدرالدین بصری
صدرالدین علی بن ابی‌الفرج حسین بصری (۱۲۱۴ - ۱۲۸۴م) ادیب، نویسنده، شاعر و آموزگار عراقی در سدهٔ هفتم هجری بود که در حملهٔ ایلخانان مغول به حلب کشته شد. 